# 皇清开国方略
皇清开国方略是清朝乾隆年間修訂的一本編年體史書。全書共32卷（另有一篇卷首）。该书于乾隆三十九年（1774年）由阿桂、梁国治、和珅等人開始撰修，乾隆五十一年（1786年）成书。該書也是由乾隆帝下令修撰。該書以《太祖武皇帝实录》为主要史料依据修撰。
該書內容始于明朝万历十一年（1583年）努尔哈赤起兵進攻尼堪外兰，結束於清朝顺治元年（1644年）清朝定都北京。該書的卷首有一篇《发祥世纪》，講述的是努尔哈赤之前的歷史。卷一至卷八記載努爾哈赤時期的事迹；卷九至卷三十一記載皇太极时期的事迹；卷三十二記載清朝定都北京的事情。